# 下勢頭集落の拝所
下勢頭集落の拝所（しもせどしゅうらくのうがんじょ）は、沖縄県中頭郡北谷町上勢頭伊礼東原610番地にあり、かつての下勢頭集落で合祀されている拝所の一つである。

## 概要
かつての下勢頭集落の拝所が沖縄戦で焼失し、また戦後の嘉手納飛行場建設や開発事業などにより破壊されたため、現在の祭祀は合祀所で執り行われている。
本記事では、第二次世界大戦前の下勢頭集落の拝所と、同所で行われていたウマチー（祭り）について述べる。

## アシビナージー（遊び庭岩）
かつての下勢頭集落と上勢頭集落の境界近くには、シードゥヌシー（シードゥ）と呼ばれる岩塔があり、その北側には下勢頭集落のアシビナー（遊び庭）があった。戦前まで、旧暦12月24日のウガンブトゥチ（御顔解き）や旧暦2月2日のニングァチャー（クスユックイ・腰憩い）などの祈願の際には香炉が設けられ、アシビナージーの前で例祭が行われていたが、現在は上勢区公民館跡の祀に合祀されている。
アシビナージーの名称は、シー（岩）の南側にあるアシビナーに由来しているという。

### ウガンブトゥチ（御顔解き）
旧暦12月24日のウガンブトゥチには、ウチャヌク（餅）・ハナグミ（花米）・酒・白紙・線香を供え、その年1年の神の加護に感謝（おふとち）し、来年の守護を祈願（願立て）した。また、疫病などが流行した時や兵役に服する者が入隊する際にはその無事を祈願することもあった。大東亜戦争中は出征兵士の母親や婦人会などが、月に1回大安の日に国体の安泰を祈願したとされている。

### ニングァチャー（腰憩い）
旧暦2月2日、3日のニングァチャーは、豊年と集落民の健康と親和を祈願して、舞踊などの余興を奉納する習わしであった。メーンダカリ（前村渠）とクシンダカリ（後村渠）というヤードゥ（宿）にわかれ、29歳までの若者青年組と30歳から49歳までの壮年組、50歳以上の老人組で集まり、大根の花やススキ等で飾った旗頭を振ってアシビナージーに向かった。アシビナーではアシビの神にご馳走を供え、余興を2日間にわたって催した。男性は病気や忌中以外の者は必ず参加しなくてはならず、理由なく欠席した場合は会費の徴収に応じなければならなかった。

## ハナグスク ヌ メーヌカー
かつて、このカー（井戸）は上勢頭から下勢頭へ通ずる中頭郡の南側、屋号下ノ花城家の屋敷前方にあったことからこのように呼ばれた。現在は、｢南無諸大明神｣と陰刻された石碑のそばに設けてあるお通し所から、12月24日にウガンブトゥチの拝みが行われている。

## ミジヌ神
下勢頭集落の屋号佐久川の東側には、村人が仕事から帰る際、農具を洗う池（ウフグムイ）があった。人々はこの池をミジヌ神（水の神）として崇めていた。現在は12月24日に郷友会の有志によってお通し拝みが行われている。

## 徳川
徳川（トゥクガー）は、下勢頭集落から南方へ2キロメートルほどにある川である。1875年（明治8年）生まれの女性への聞き取りでは、若い頃に桶を頭の上に乗せて徳川まで水汲みに行ったとの証言がある。その後、徐々に家庭用井戸が増え始め、飲用に徳川を使用することはなくなったものの、牛馬の水浴びや洗濯等での使用は大東亜戦争直前まで行われていたという。徳川は、下勢頭の先人たちから長く集落の人々に使われ続けたため、命の水とされ、古くから拝所の一つとなっている。
現在、徳川周辺から伊礼原B遺跡が発見され、遺跡公園が整備されるため、それに伴って川沿いに桜並木を植える計画がされている。